# Nordische Junioren-Skiweltmeisterschaften 2025
Die 48. Nordischen Junioren-Skiweltmeisterschaften und die in diesem Rahmen ausgetragenen 20. U23-Langlauf-Weltmeisterschaften fanden zwischen dem 3. und 16. Februar 2025 statt. Die Wettkämpfe im Skilanglauf fanden im lombardischen Schilpario in Italien statt, die Wettkämpfe im Skispringen und der Nordischen Kombination in Lake Placid in den Vereinigten Staaten. Es war dies das erste Mal, dass Nordische Junioren-Skiweltmeisterschaften auf zwei verschiedenen Kontinenten ausgetragen wurden.

## Medaillenspiegel

### Medaillenspiegel U23
| Platz  | Land        |   |   |   |    |
| ------ | ----------- | - | - | - | -- |
| 1      | Norwegen    | 3 | 2 | 2 | 7  |
| 2      | Schweden    | 3 | 1 | 1 | 5  |
| 3      | Deutschland | 1 | – | 1 | 2  |
| 4      | Italien     | – | 1 | 1 | 2  |
| 5      | Andorra     | – | 1 | – | 1  |
| 5      | Australien  | – | 1 | – | 1  |
| 5      | Finnland    | – | 1 | – | 1  |
| 8      | Kanada      | – | – | 2 | 2  |
| Gesamt | Gesamt      | 7 | 7 | 7 | 21 |

### Medaillenspiegel Junioren
| Platz  | Land               |    |    |    |    |
| ------ | ------------------ | -- | -- | -- | -- |
| 1      | Norwegen           | 9  | 5  | 2  | 16 |
| 2      | Österreich         | 4  | 1  | 2  | 7  |
| 3      | Deutschland        | 2  | 2  | 3  | 7  |
| 4      | Slowenien          | 1  | 3  | 2  | 5  |
| 5      | Finnland           | 1  | –  | –  | 1  |
| 6      | Italien            | –  | 2  | 1  | 3  |
| 6      | Vereinigte Staaten | –  | 2  | 1  | 3  |
| 8      | Japan              | –  | 1  | 3  | 4  |
| 9      | Frankreich         | –  | 1  | –  | 1  |
| 10     | Kanada             | –  | –  | 2  | 2  |
| 11     | Schweiz            | –  | –  | 1  | 1  |
| Gesamt | Gesamt             | 17 | 17 | 17 | 51 |

## Skilanglauf U23 Männer

### Sprint klassisch
| Platz | Land        | Sportler          | Zeit (min) |
| ----- | ----------- | ----------------- | ---------- |
| 1     | Schweden    | Anton Grahn       | 2:37,79    |
| 2     | Schweden    | Måns Skoglund     | 2:38,44    |
| 3     | Norwegen    | Jørgen Schjølberg | 2:38,46    |
| 4     | Tschechien  | Jiří Tuž          | 2:39,74    |
| 5     | Deutschland | Elias Keck        | 2:39,78    |
| 6     | Frankreich  | Ivan Essonnier    | 2:41,43    |

Datum: 4. Februar

### 10 km Einzel Freistil
| Platz | Land       | Sportler                 | Zeit (min) |
| ----- | ---------- | ------------------------ | ---------- |
| 1     | Norwegen   | Mathias Holbæk           | 26:40,9    |
| 2     | Norwegen   | Thomas Linnebo Mollestad | 27.06,0    |
| 3     | Italien    | Martino Carollo          | 27:24,4    |
| 4     | Norwegen   | Lars Michael Bjertnæs    | 27:39,7    |
| 5     | Norwegen   | Sander Haukvik-Jensen    | 28:09,7    |
| 6     | Frankreich | Victor Cullet Calderini  | 28:13,7    |
| 7     | Schweiz    | Antonin Savary           | 28:14,4    |
| 8     | Italien    | Giacomo Petrini          | 28:19,3    |
| 9     | Italien    | Davide Ghio              | 28:22,2    |
| 10    | Finnland   | Niko Anttola             | 28:24,9    |

Datum: 8. Februar

### 20 km klassisch Massenstart
| Platz | Land        | Sportler                 | Zeit (min) |
| ----- | ----------- | ------------------------ | ---------- |
| 1     | Norwegen    | Mathias Holbæk           | 50:15,2    |
| 2     | Finnland    | Niko Anttola             | 50:19,7    |
| 3     | Norwegen    | Thomas Linnebo Mollestad | 50:20,0    |
| 4     | Deutschland | Elias Keck               | 50:33,9    |
| 5     | Kanada      | Thomas Stephen           | 50:52,8    |
| 6     | Norwegen    | Jørgen Schjølberg        | 51:10,2    |
| 7     | Kanada      | Xavier McKeever          | 51:11,1    |
| 8     | Schweiz     | Antonin Savary           | 51:12,3    |
| 9     | Frankreich  | Luc Primet               | 51:16,6    |
| 10    | Italien     | Martino Carollo          | 51:18,4    |

Datum: 6. Februar

## Skilanglauf U23 Frauen

### Sprint klassisch
| Platz | Land     | Sportlerin          | Zeit (min) |
| ----- | -------- | ------------------- | ---------- |
| 1     | Schweden | Märta Rosenberg     | 2:59,10    |
| 2     | Andorra  | Gina del Rio        | 3:04,24    |
| 3     | Schweden | Elin Henriksson     | 3:05,05    |
| 4     | Norwegen | Anniken Sand        | 3:07,80    |
| 5     | Norwegen | Maria Hartz Melling | 3:08,74    |
| 6     | Italien  | Nadine Laurent      | 3:10,71    |

Datum: 4. Februar

### 10 km Einzel Freistil
| Platz | Land               | Sportlerin      | Zeit (min) |
| ----- | ------------------ | --------------- | ---------- |
| 1     | Deutschland        | Helen Hoffmann  | 32:36,4    |
| 2     | Australien         | Rosie Fordham   | 33:02,1    |
| 3     | Kanada             | Liliane Gagnon  | 33:13,7    |
| 4     | Vereinigte Staaten | Kendall Kramer  | 33:36,7    |
| 5     | Schweden           | Märta Rosenberg | 33:45,0    |
| 6     | Schweiz            | Marina Kälin    | 33:49,5    |
| 7     | Norwegen           | Anniken Sand    | 33:55,9    |
| 8     | Kanada             | Sonjaa Schmidt  | 33:58,9    |
| 9     | Frankreich         | Cloé Pagnier    | 34:03,6    |
| 10    | Frankreich         | Léonie Perry    | 34:05,2    |

Datum: 8. Februar

### 20 km klassisch Massenstart
| Platz | Land        | Sportlerin          | Zeit (min) |
| ----- | ----------- | ------------------- | ---------- |
| 1     | Schweden    | Märta Rosenberg     | 55:56,8    |
| 2     | Norwegen    | Eva Ingebrigtsen    | 56:00,4    |
| 3     | Kanada      | Liliane Gagnon      | 56:05,3    |
| 4     | Deutschland | Helen Hoffmann      | 56:10,4    |
| 5     | Norwegen    | Emma Kirkeberg Mørk | 56:35,4    |
| 6     | Kanada      | Jasmine Drolet      | 57:37,5    |
| 7     | Finnland    | Nora Kytäjä         | 57:40,3    |
| 8     | Norwegen    | Anniken Sand        | 57:40,6    |
| 9     | Schweiz     | Marina Kälin        | 57:51,9    |
| 10    | Frankreich  | Julie Pierrel       | 57:52,4    |

Datum: 6. Februar

## Skilanglauf U23 Mixed

### 4 × 5-km-Staffel
| Platz | Land        | Sportler                                                              | Zeit (min) |
| ----- | ----------- | --------------------------------------------------------------------- | ---------- |
| 1     | Norwegen    | Thomas Linnebo Mollestad Anniken Sand Mathias Holbæk Eva Ingebrigtsen | 59:17,5    |
| 2     | Italien     | Davide Ghio Nadine Laurent Martino Carollo Maria Gismondi             | 59:54,4    |
| 3     | Deutschland | Elias Keck Verena Veit Marius Kastner Helen Hoffmann                  | 60:09,3    |
| 4     | Frankreich  | Victor Cullet Calderini Cloé Pagnier Mathieu Blanc Léonie Perry       | 60:09,5    |
| 5     | Schweiz     | Noe Näff Fabienne Alder Antonin Savary Marina Kälin                   | 61:14,1    |
| 6     | Finnland    | Alexander Ståhlberg Nora Kytäjä Niko Anttola Maija Tiainen            | 61:17,1    |

Datum: 9. Februar

## Skilanglauf Junioren Männer

### Sprint klassisch
| Platz | Land        | Sportler            | Zeit (min) |
| ----- | ----------- | ------------------- | ---------- |
| 1     | Norwegen    | Filip Skari         | 2:38,39    |
| 2     | Norwegen    | Lars Heggen         | 2:38,50    |
| 3     | Schweiz     | Isai Näff           | 2:43,55    |
| 4     | Deutschland | Janik Weidlich      | 2:45,30    |
| 5     | Norwegen    | Torjus Magnus Harbo | 2:45,60    |
| 6     | Deutschland | Jonas Albrecht      | 2:49,41    |

Datum: 3. Februar

### 10 km Einzel Freistil
| Platz | Land               | Sportler         | Zeit (min) |
| ----- | ------------------ | ---------------- | ---------- |
| 1     | Norwegen           | Lars Heggen      | 23:16,8    |
| 2     | Italien            | Davide Negroni   | 23:43,5    |
| 3     | Deutschland        | Jakob Elias Moch | 23:55,5    |
| 4     | Norwegen           | Filip Skari      | 23:56,0    |
| 5     | Italien            | Gabriele Matli   | 23:59,7    |
| 6     | Italien            | Federico Pozzi   | 24:05,2    |
| 7     | Schweden           | Erik Bergström   | 24:13,5    |
| 8     | Frankreich         | Gaspard Cottaz   | 24:24,9    |
| 9     | Vereinigte Staaten | Lucas Wilmot     | 24:26,5    |
| 10    | Estland            | Ralf Kivil       | 24:36,3    |

Datum: 5. Februar

### 20 km klassisch Massenstart
| Platz | Land        | Sportler         | Zeit (min) |
| ----- | ----------- | ---------------- | ---------- |
| 1     | Norwegen    | Lars Heggen      | 51:12,1    |
| 2     | Italien     | Gabriele Matli   | 51:21,2    |
| 3     | Norwegen    | Leopold Strand   | 51:21,5    |
| 4     | Deutschland | Jakob Elias Moch | 51:23,0    |
| 5     | Norwegen    | Filip Skari      | 51:23,1    |
| 6     | Italien     | Davide Negroni   | 52:13,1    |
| 7     | Italien     | Marco Pinzani    | 52:28,9    |
| 8     | Estland     | Ralf Kivil       | 52:55,8    |
| 9     | Italien     | Federico Pozzi   | 52:57,5    |
| 10    | Finnland    | Pyry Riissanen   | 53:02,0    |

Datum: 5. Februar

## Skilanglauf Juniorinnen

### Sprint klassisch
| Platz | Land               | Sportlerin                      | Zeit (min) |
| ----- | ------------------ | ------------------------------- | ---------- |
| 1     | Norwegen           | Malin Hoelsveen                 | 3:00,53    |
| 2     | Norwegen           | Iselin Bjervig Drivenes         | 3:01,73    |
| 3     | Norwegen           | Milla Grosberghaugen Andreassen | 3:02,12    |
| 4     | Kanada             | Alison Mackie                   | 3:02,17    |
| 5     | Vereinigte Staaten | Sammy Smith                     | 3:03,16    |
| 6     | Norwegen           | Nora Christine Hansen           | 3:16,30    |

Datum: 3. Februar

### 10 km Einzel Freistil
| Platz | Land               | Sportlerin                      | Zeit (min) |
| ----- | ------------------ | ------------------------------- | ---------- |
| 1     | Norwegen           | Milla Grosberghaugen Andreassen | 27:31,1    |
| 2     | Deutschland        | Anna Endreß                     | 28:00,4    |
| 3     | Kanada             | Alison Mackie                   | 28:07,3    |
| 4     | Italien            | Marit Folie                     | 28:11,9    |
| 5     | Norwegen           | Hanna Engesæter Sørbye          | 28:13,0    |
| 6     | Frankreich         | Margot Tirloy                   | 28:16,2    |
| 7     | Italien            | Beatrice Laurent                | 28:21,0    |
| 8     | Vereinigte Staaten | Sammy Smith                     | 28:54,5    |
| 9     | Frankreich         | Annette Coupat                  | 29.02,7    |
| 10    | Schweiz            | Anina Hutter                    | 29:05,3    |

Datum: 5. Februar

### 20 km klassisch Massenstart
| Platz | Land       | Sportlerin                      | Zeit (min) |
| ----- | ---------- | ------------------------------- | ---------- |
| 1     | Norwegen   | Milla Grosberghaugen Andreassen | 57:36,1    |
| 2     | Norwegen   | Hanna Engesæter Sørbye          | 58:04,3    |
| 3     | Kanada     | Alison Mackie                   | 58:07,4    |
| 4     | Frankreich | Annette Coupat                  | 58:33,1    |
| 5     | Italien    | Beatrice Laurent                | 58:40,9    |
| 6     | Norwegen   | Ingeborg Synstnes Hole          | 58:41,2    |
| 7     | Finnland   | Olivia Puranen                  | 59:31,9    |
| 8     | Frankreich | Margot Tirloy                   | 59:36,6    |
| 9     | Italien    | Marit Folie                     | 60:31,4    |
| 10    | Finnland   | Selene Rossi                    | 60:33,1    |

Datum: 5. Februar

## Skilanglauf Junioren Mixed

### 4 × 5-km-Staffel
| Platz | Land        | Sportler                                                                       | Zeit (h)  |
| ----- | ----------- | ------------------------------------------------------------------------------ | --------- |
| 1     | Norwegen    | Filip Skari Hanna Engesæter Sørbye Lars Heggen Milla Grosberghaugen Andreassen | 1:03:14,7 |
| 2     | Frankreich  | Quentin Viguier Annette Coupat Romain Vaxelaire Margot Tirloy                  | 1:04:14,4 |
| 3     | Italien     | Gabriele Matli Beatrice Laurent Davide Negroni Marit Folie                     | 1:04:31,3 |
| 4     | Finnland    | Pyry Riissanen Olivia Puranen Jimi Klemettinen Selene Rossi                    | 1:05:24,2 |
| 5     | Deutschland | Janik Weidlich Anne Buchmann Jakob Elias Moch Anna Endreß                      | 1:05:30,1 |
| 6     | Schweden    | Jonatan Lindberg Mira Göransson Erik Bergström Johanna Hägg                    | 1:05:40,6 |

Datum: 9. Februar

## Nordische Kombination Junioren

### Gundersen (Normalschanze HS 100/10 km)
| Platz | Land        | Sportler         | Skisprung | Skilanglauf |
| Platz | Land        | Sportler         | Punkte    | Zeit (min)  |
| ----- | ----------- | ---------------- | --------- | ----------- |
| 1     | Österreich  | Paul Walcher     | 115,9     | 24:12,2     |
| 2     | Japan       | Atushi Narita    | 120,5     | 24:18,2     |
| 3     | Deutschland | Richard Stenzel  | 112,9     | 24:54,7     |
| 4     | Japan       | Kyotaro Yamazaki | 119,8     | 25:00,3     |
| 5     | Deutschland | Felix Brieden    | 109,1     | 25:00,5     |
| 6     | Österreich  | Andreas Gfrerer  | 110,0     | 25:01,3     |
| 7     | Italien     | Manuel Senoner   | 113,3     | 25:02,4     |
| 8     | Norwegen    | Even Leinan Lund | 111,3     | 25:20,3     |
| 9     | Deutschland | Jonathan Gräbert | 108,3     | 25:36,7     |
| 10    | Norwegen    | Torje Seljeset   | 102,0     | 25:52,5     |

Datum: 15. Februar

### Teamsprint (Normalschanze HS 100/2 × 7,5 km)
| Platz | Land               | Sportler                                | Skisprung | Skilanglauf |
| Platz | Land               | Sportler                                | Punkte    | Zeit (min)  |
| ----- | ------------------ | --------------------------------------- | --------- | ----------- |
| 1     | Österreich         | Andreas Gfrerer Paul Walcher            | 202,3     | 30:03,5     |
| 2     | Norwegen           | Torje Seljeset Even Leinan Lund         | 173,2     | 30:50,4     |
| 3     | Japan              | Kyotaro Yamazaki Atsushi Narita         | 184,0     | 30:55,1     |
| 4     | Deutschland        | Richard Stenzel Benedikt Gräbert        | 168,7     | 31:38,5     |
| 5     | Tschechien         | Lukas Dolezal Jan John                  | 137,1     | 31:54,8     |
| 6     | Frankreich         | Lilian Treand Lubin Martin              | 150,6     | 32:02,3     |
| 7     | Ukraine            | Ruslan Shumanskyi Oleksandr Shovkoplias | 154,9     | 32:09,7     |
| 8     | Finnland           | Valtteri Holopainen Aapeli Karislahti   | 168,7     | 32:14,0     |
| 9     | Polen              | Jakub Cieslar Andrzej Waliczek          | 157,8     | 32:49,3     |
| 10    | Vereinigte Staaten | Arthur Tirone Caleb Zuckerman           | 142,9     | 33:30,3     |
| DNF   | Schweiz            | Finn Kempf Noe Kempf                    | 146,7     | DNS         |

Datum: 13. Februar

## Nordische Kombination Juniorinnen

### Gundersen (Normalschanze HS 100/5 km)
| Platz | Land        | Sportler               | Skisprung | Skilanglauf |
| Platz | Land        | Sportler               | Punkte    | Zeit (min)  |
| ----- | ----------- | ---------------------- | --------- | ----------- |
| 1     | Norwegen    | Ingrid Låte            | 119,4     | 14:58,6     |
| 2     | Slowenien   | Teja Pavec             | 108,2     | 15:12,9     |
| 3     | Deutschland | Trine Göpfert          | 108,2     | 15:15,5     |
| 4     | Finnland    | Minja Korhonen         | 91,3      | 15:27,3     |
| 5     | Deutschland | Ronja Loh              | 109,2     | 15:30,4     |
| 6     | Slowenien   | Maša Likozar Brankovič | 90,3      | 16:02,7     |
| 7     | Finnland    | Heta Hirvonen          | 94,3      | 16:38,5     |
| 8     | Österreich  | Katharina Gruber       | 79,3      | 16:47,6     |
| 9     | Japan       | Hazuki Ikeda           | 77,9      | 16:48,0     |
| 10    | Österreich  | Anna-Sophia Gredler    | 81,3      | 17:22,0     |

Datum: 15. Februar

### Teamsprint (Normalschanze HS 100/2 × 4,5 km)
| Platz | Land               | Sportlerinnen                      | Skisprung | Skilanglauf |
| Platz | Land               | Sportlerinnen                      | Punkte    | Zeit (min)  |
| ----- | ------------------ | ---------------------------------- | --------- | ----------- |
| 1     | Finnland           | Heta Hirvonen Minja Korhonen       | 148,0     | 20:52,2     |
| 2     | Slowenien          | Tia Malovrh Maša Likozar Brankovič | 129,4     | 21:49,7     |
| 3     | Deutschland        | Ronja Loh Trine Göpfert            | 140,3     | 22:05,1     |
| 4     | Österreich         | Katharina Gruber Laura Pletz       | 67,1      | 22:23,0     |
| 5     | Norwegen           | Ingrid Låte Nora Helene Evans      | 116,5     | 22:40,8     |
| 6     | Italien            | Greta Pinzani Anna Senoner         | 108,6     | 22:50,0     |
| 7     | Frankreich         | Romane Baud Marion Droz Vincent    | 100,5     | 22:52,1     |
| 8     | Vereinigte Staaten | Haley Brabec Kai McKinnon          | 72,8      | 23:16,1     |
| 9     | Japan              | Hazuki Ikeda Yuzuka Fujiwara       | 71,5      | 23:29,8     |

Datum: 13. Februar

## Nordische Kombination Mixed

### Mannschaft (Normalschanze HS 100/4 × 5 km)
| Platz | Land               | Sportler                                                             | Skisprung | Skilanglauf |
| Platz | Land               | Sportler                                                             | Punkte    | Zeit (min)  |
| ----- | ------------------ | -------------------------------------------------------------------- | --------- | ----------- |
| 1     | Deutschland        | Jonathan Gräbert Ronja Loh Trine Göpfert Richard Stenzel             | 438,4     | 42:27,3     |
| 2     | Österreich         | Andreas Gfrerer Katharina Gruber Anna-Sophia Gredler Paul Walcher    | 380,7     | 42:52,9     |
| 3     | Japan              | Atsushi Narita Hazuki Ikeda Yuzuka Fujiwara Kaisei Mori              | 358,7     | 43:05,6     |
| 4     | Norwegen           | Torje Seljeset Ingrid Låte Nora Helene Evans Jørgen Berget Storsveen | 367,0     | 43:29,0     |
| 5     | Frankreich         | Lubin Martin Marion Droz Vincent Romane Baud Lilian Treand           | 334,6     | 44:09,1     |
| 6     | Finnland           | Aapeli Karislahti Minja Korhonen Heta Hirvonen Valtteri Holopainen   | 379,6     | 44:26,5     |
| 7     | Slowenien          | Urban Zajec Teja Pavec Maša Likozar Brankovič Lovro Percl Serucnik   | 392,7     | 44:39,6     |
| 8     | Vereinigte Staaten | Ronen Woods Ella Wilson Kai McKinnon Anders Giese                    | 238,4     | 49:16,5     |

Datum: 15. Februar

## Skispringen Junioren

### Normalschanze
| Platz | Land               | Sportler          | 1. Durchgang | 1. Durchgang | 2. Durchgang | 2. Durchgang | Gesamt |
| Platz | Land               | Sportler          | Weite (m)    | Punkte       | Weite (m)    | Punkte       | Gesamt |
| ----- | ------------------ | ----------------- | ------------ | ------------ | ------------ | ------------ | ------ |
| 1     | Österreich         | Stephan Embacher  | 95,5         | 127,6        | 96,0         | 130,5        | 258,1  |
| 2     | Vereinigte Staaten | Tate Frantz       | 95,5         | 127,9        | 98,5         | 129,8        | 257,7  |
| 3     | Österreich         | Simon Steinberger | 95,0         | 126,2        | 97,0         | 129,1        | 255,3  |
| 4     | Slowenien          | Urban Simnic      | 94,0         | 120,3        | 95,0         | 124,8        | 245,1  |
| 5     | Schweiz            | Juri Kesseli      | 93,5         | 117,1        | 96,5         | 126,0        | 243,1  |
| 6     | Slowenien          | Ziga Jancar       | 93,5         | 120,3        | 94,0         | 121,0        | 241,3  |
| 7     | Polen              | Klemens Joniak    | 90,0         | 115,7        | 93,5         | 118,4        | 234,1  |
| 8     | Polen              | Kacper Tomasiak   | 90,0         | 111,1        | 92,0         | 118,9        | 230,0  |
| 9     | Vereinigte Staaten | Jason Colby       | 93,0         | 118,3        | 89,5         | 110,4        | 228,7  |
| 10    | Österreich         | Nikolaus Humml    | 87,5         | 110,8        | 90,0         | 111,9        | 222,7  |

Datum: 12. Februar

### Mannschaftsspringen Normalschanze
| Platz | Land               | Sportler                                                       | Gesamt |
| ----- | ------------------ | -------------------------------------------------------------- | ------ |
| 1     | Österreich         | Simon Steinberger Lukas Haagen Nikolaus Humml Stephan Embacher | 932,5  |
| 2     | Slowenien          | Urban Simnic Nik Bergant Smerajc Enej Faletic Ziga Jancar      | 910,1  |
| 3     | Vereinigte Staaten | Jason Colby Henry Loher Bryce Kloc Tate Frantz                 | 887,5  |
| 4     | Deutschland        | Max Unglaube Alex Reiter Yann Kullmann Robin Kloss             | 883,5  |
| 5     | Polen              | Klemens Joniak Szymon Byrski Wiktor Szozda Kacper Tomasiak     | 879,2  |
| 6     | Schweiz            | Felix Trunz Marius Sieber Noah Studer Juri Kesseli             | 837,5  |

Datum: 14. Februar

## Skispringen Juniorinnen

### Normalschanze
| Platz | Land        | Sportlerin                 | 1. Durchgang | 1. Durchgang | 2. Durchgang | 2. Durchgang | Gesamt |
| Platz | Land        | Sportlerin                 | Weite (m)    | Punkte       | Weite (m)    | Punkte       | Gesamt |
| ----- | ----------- | -------------------------- | ------------ | ------------ | ------------ | ------------ | ------ |
| 1     | Norwegen    | Ingvild Synnøve Midtskogen | 96,0         | 122,1        | 97,0         | 119,7        | 241,8  |
| 2     | Norwegen    | Ingrid Låte                | 90,0         | 96,6         | 94,0         | 113,2        | 209,8  |
| 3     | Slowenien   | Taja Bodlaj                | 91,5         | 99,4         | 89,5         | 100,8        | 200,2  |
| 4     | Slowenien   | Tina Erzar                 | 89,5         | 95,6         | 90,0         | 102,6        | 198,2  |
| 5     | Deutschland | Kim Amy Duschek            | 89,5         | 96,1         | 90,5         | 100,5        | 196,6  |
| 6     | Japan       | Yuzuki Sato                | 88,0         | 98,9         | 85,0         | 92,5         | 191,4  |
| 7     | Norwegen    | Kjersti Græsli             | 94,0         | 104,7        | 93,0         | 85,8         | 190,5  |
| 8     | Tschechien  | Anežka Indráčková          | 88,0         | 94,1         | 87,5         | 95,8         | 189,9  |
| 9     | Deutschland | Julina Kreibich            | 89,5         | 87,3         | 91,5         | 97,4         | 184,7  |
| 10    | Slowakei    | Tamara Mesíková            | 84,5         | 89,7         | 86,0         | 90,8         | 180,5  |

Datum: 12. Februar

### Mannschaftsspringen Normalschanze
| Platz | Land        | Sportler                                                               | Gesamt |
| ----- | ----------- | ---------------------------------------------------------------------- | ------ |
| 1     | Deutschland | Lia Böhme Anna-Fay Scharfenberg Julina Kreibich Kim Amy Duschek        | 834,3  |
| 2     | Slowenien   | Lucija Jurgec Tinkara Komar Tina Erzar Taja Bodlaj                     | 832,3  |
| 3     | Japan       | Kikka Sakamoto Riko Iwasaki Yu Saito Yuzuki Sato                       | 829,7  |
| 4     | Norwegen    | Nora Helene Evans Ingrid Græsli Ingrid Låte Ingvild Synnøve Midtskogen | 800,0  |
| 5     | Finnland    | Oosa Thure Emilia Vidgren Julia Aikia Sofia Mattila                    | 725,5  |
| 6     | Österreich  | Sara Pokorny Luise Tritscher Pia Stütz Meghann Wadsak                  | 630,6  |

Datum: 14. Februar

## Skispringen Mixed

### Mannschaftsspringen Normalschanze
| Platz | Land               | Sportler                                                       | Gesamt |
| ----- | ------------------ | -------------------------------------------------------------- | ------ |
| 1     | Slowenien          | Taja Bodlaj Ziga Jancar Tina Erzar Urban Simnic                | 919,8  |
| 2     | Vereinigte Staaten | Sandra Sproch Jason Colby Josie Johnson Tate Frantz            | 861,6  |
| 3     | Österreich         | Sara Pokorny Stephan Embacher Meghann Wadsak Simon Steinberger | 834,7  |
| 4     | Deutschland        | Lia Böhme Yann Kullmann Julina Kreibich Alex Reiter            | 806,1  |
| 5     | Japan              | Riko Iwasaki Ritsuta Sugiyama Yuzuki Sato Asahi Sakaon         | 798,1  |
| 6     | Schweiz            | Anja Imhof Felix Trunz Sina Arnet Juri Kesseli                 | 774,1  |

Datum: 16. Februar